# فرانسواز روبن
فرانسواز روبن (بالفرنسية: Françoise Robin)‏ هي باحثة فرنسية، ولدت في 1968.